# Каравелово (Пловдивська область)
Караве́лово (болг. Каравелово) — село в Пловдивській області Болгарії. Входить до складу общини Карлово.

## Населення
За даними перепису населення 2011 року у селі проживали 1436 осіб.
Національний склад населення села:
| Національність   | Кількість осіб | Відсоток |
| ---------------- | -------------- | -------- |
| болгари          | 1342           | 98,5%    |
| цигани           | 11             | 0,8%     |
| турки            | 0              | 0%       |
| інша             | 3              | 0,2%     |
| не визначились   | 7              | 0,5%     |
| Всього відповіли | 1363           |          |

Розподіл населення за віком у 2011 році:
Динаміка населення: